# Вуд (Јужна Дакота)
Вуд (енгл. Wood) град је у америчкој савезној држави Јужна Дакота.

## Демографија
По попису из 2010. године број становника је 62, што је 4 (-6,1%) становника мање него 2000. године.
| Група             | 2000.      | 2010.      |
| Белци             | 45 (68,2%) | 44 (71,0%) |
| Афроамериканци    | 0 (0,0%)   | 0 (0,0%)   |
| Азијати           | 0 (0,0%)   | 2 (3,2%)   |
| Хиспаноамериканци | 0 (0,0%)   | 1 (1,6%)   |
| Укупно            | 66         | 62         |